# Igreja de San Carlo Borromeo

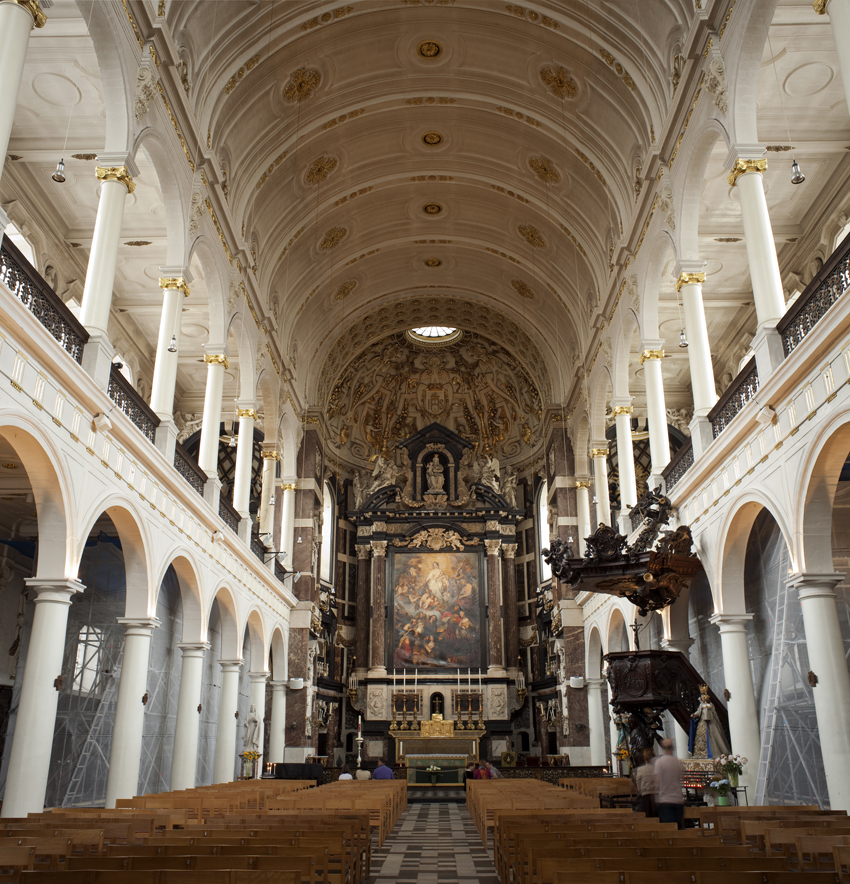
Interior da igreja

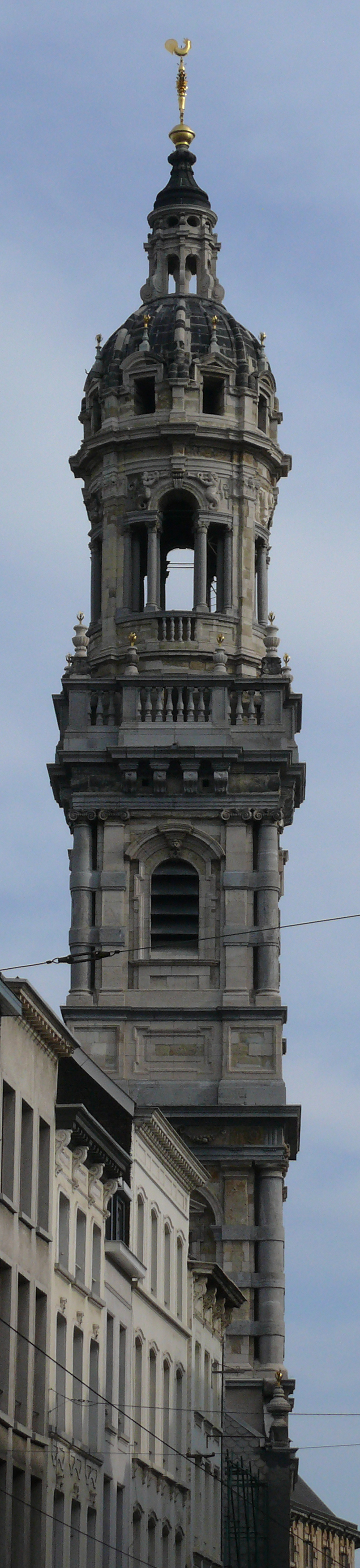
O campanário

Igreja de São Borromeu, em holandês  Sint -Carolus-Borromeuskerk, é uma igreja paroquial na cidade flamenga de Antuérpia , Bélgica . Construída entre 1615 e 1621 pelos Jesuítas , é a igreja barroca mais antiga da Flandres, e abriga obras de Peter Paul Rubens.